# Steven Bauer
Steven Bauer, född Esteban Ernesto Echevarría Samson den 2 december 1956 i Havanna, Kuba, är en kubansk-amerikansk skådespelare.

## Biografi
Bauers första filmroll var i den tvåspråkiga filmen (¿Qué Pasa, USA?), han spelade son till en invandrarfamilj från Kuba (1977-1979). Han gifte sig med Melanie Griffith i september 1981, och fick en son som heter Alexander Bauer 1985, men de skilde sig två år senare 1987. Han gifte sig igen 1989 med Ingrid Anderson även de fick en son innan de skilde sig. Sonen heter Dylan Bauer. Han har också varit gift med Christiana Boney. Hans skådespelarnamn var Rocky Echevarria innan Steven Bauer.
Bauer är mest känd för sin roll i Scarface som Manolo "Manny" Ribera, landsman och vän till huvudrollsinnehavare Tony Montana (Al Pacino) och fick en nominering till ett Golden Globepris för den rollen. Han hade också en framträdande gästroll i säsong fyra av den kritikerrosade TV-serien Breaking Bad som Don Eladio.

## Filmografi
- 1983 – Scarface
- 1984 – Som en tjuv om natten
- 1985 – 4 rysare
- 1985 – Alfred Hitchcock presenterar (gästroll i TV-serie, avsnittet "Pilot")
- 1986 – Skjut inte på min kompis
- 1986 – Sword of Gideon (TV-film)
- 1987 – Power, Passion and Murder
- 1988 – S114792
- 1988 – Wildfire
- 1988 – The Beast of War
- 1989 – På gränsen
- 1990 – Knarkkriget
- 1990 – Wiseguy (TV-serie)
- 1990 – Mot alla regler
- 1991 – Sweet Poison
- 1991 – Dömd oskyldig
- 1992 – Drive Like Lightning
- 1992 – Cains många ansikten
- 1993 – Snapdragon
- 1993 – Woman of Desire
- 1994 – En främling i natten
- 1994 – Terminal Voyage
- 1995 – Improper Conduct
- 1995 – Wildside
- 1996 – Codename: Silencer
- 1996 – Primal Fear
- 1996 – Navajo Blues
- 1997 – Star Portal
- 1997 – Plato's Run
- 1997 – Systrar och andra främlingar (TV-film)
- 1997 – The Blackout
- 1997 – Miami
- 1997 – Kickboxing Academy
- 1998 – Warm Texas Rain
- 1998 – Mordet på Versace
- 1998 – Naked Lies
- 1999 – The Learning Curve
- 2000 – Traffic
- 2000 – Forever Lulu
- 2000 – Hooded Angels
- 2000 – For Love or Country: The Arturo Sandoval Story
- 2001 – Bossarnas boss
- 2001 – Rave
- 2002 – The Perfect Crime
- 2002 – Malevolent
- 2003 – Masked and Anonymous
- 2003 – Nola
- 2004 – Doing Hard Time
- 2004 – Raptor Island
- 2005 – Pit Fighter
- 2005 – The Feast of the Goat
- 2005 – The Lost City
- 2006 – Thieves and Liars
- 2007 – Kings of South Beach
- 2007 – The Last Sentinel
- 2008 – How the Garcia Girls Spent Their Summer
- 2009 – Behind Enemy Lines: Colombia
- 2011 – Breaking Bad (TV-serie)
- 2012 – Call of Duty: Black Ops II (röst i dataspel)
- 2012 – Hitman: Absolution (röst i dataspel)
- 2024 – Beautiful Wedding